# Silylierung
Unter Silylierung versteht man chemische Reaktionen in der organischen Chemie, bei denen die Produkte aus Derivaten der Silane abgeleitet werden (Derivatisierung). Besondere Bedeutung hat die Silylierung unter Ausbildung einer Siloxanbindung (Si-O-Si) in der Erzeugung von Silikonmaterialien. Die Silylierung von Hydroxygruppen in Alkoholen erfolgt mit Alkyl- oder Arylsiliciumchloriden und ist eine wichtige Funktionalisierung in der organischen Chemie. Da die Silylgruppe aus den gebildeten Produkten wieder sehr einfach abgespalten werden kann, wird sie hier auch als Schutzgruppe bezeichnet.
Die Silylierung von Enolen mit Trimethylchlorsilan (abgekürzt TMS–Cl) liefert TMS-geschützte Enole.
Eine verwandte Reaktion ist die Hydrosilylierung, bei der Derivate von Hydrosilanen durch eine katalytische Additionsreaktion an Vinylgruppen oder anderen Mehrfachbindungen umgesetzt werden. Typische Katalysatoren sind Komplexe des Edelmetalls Platin. Dieser Reaktionstyp findet vielfältig in der Kautschukherstellung Anwendung.
Für viele Stoffklassen wie  z. B. Kohlenhydrate, langkettige Alkohole, Phenole, Sterine, Steroide und Fettsäuren spielen Silylderivate eine erhebliche Rolle in der gaschromatographischen Analyse, da die erzeugten Derivate in der Regel unzersetzt verdampfbar sind und insbesondere auf unpolaren stationären Phasen gut getrennt werden können.

## Silylierungsmittel
- Aminopropyltriethoxysilan (APTES)
- Dichlordimethylsilan
- Chlortrimethylsilan (TMS-Cl)
- Chlortriphenylsilan
- Hexamethyldisilazan (HMDS)
- N-Methyl-N-(trimethylsilyl)trifluoracetamid (MSTFA)
- N,O-Bis(trimethylsilyl)acetamid (BSA)
- N,O-Bis(trimethylsilyl)trifluoracetamid (BSTFA)
- N-(Trimethylsilyl)diethylamin (TMSDEA)